# Sretvizer Lajos
Sretvizer Lajos (Érsekújvár, 1845. augusztus 24. – Budapest, Erzsébetváros, 1926. augusztus 7.) fővárosi igazgató tanító.

## Életútja
Sretvizer Alajos kereskedő és Páczer Katalin fia. A reáliskolát Pozsonyban és Esztergomban, a tanítóképzőt pedig Budapesten végezte és 1864-ben tanítói oklevelet nyert. Lipthay Ágost Bars megyei földbirtokos családjánál mint nevelő három évet töltött és ez idő alatt télen Bécsben tartózkodott a nevezett család körében. 1868-ban Budapesten községi iskolai helyettes tanítónak neveztetett ki. Később mint rendes tanító a Kereszt (Kazinczy) utcai iskolához került, ahonnét öt évvel később a Lipót téri iskolához tették át. 1867-ben elvégezte a tornatanítói tanfolyamot és oklevelével együtt 3 arany pályadíjat is nyert, mert az egylet által kitűzött tételt: «A tornászat mint lélekjelenlét, bátorság, önbizalom és vidámság előmozdítója,» ő fejtette meg leghelyesebben (a Pesti Napló tárcaként közölte.) 1870-ben Zichy Antal fővárosi tanfelügyelő 100 forintos pályadíjának felét Pestalozzi élete és munkája c. pályaművével nyerte el. Eötvös József báró kiküldte Németországba az egyetemes tanítógyűlésre. 1872-ben Pauler Tivadar közoktatási miniszter a külföldi iskolák tanulmányozására küldte ki. Ezen dél-németországi és svájci tanulmányútjáról a Népnevelők Lapjában, melynek akkor társszerkesztője volt, «Úti naplómból» címmel közölte tapasztalatait. Az 1873-ban tartott nemzetközi kiállításra a terézvárosi I. sz. iskolaszék, melynek jegyzője is volt, Bécsbe küldte. A népnevelők budapesti egyesületének alapításától kezdve tagja volt, később alelnöke, majd a pedagógiai szakosztály elnöke; az V. kerületi körnek elnöki tisztét három évig viselte. A budapesti Alkotmány utcai polgári kereskedelmi testület alsófokú szakiskolájában is tanított (1896). Később fő- és székvárosi igazgató-tanító volt. Halálát tüdőlob okozta. A Kerepesi úti temetőben nyugszik (39-1-133). Felesége Rakovszky Ilona volt.
Mint képzőintézeti tanuló a Kis Tükörbe Fidor Ferke név alatt kezdett írni, később a Gyermekbarátba írt; a Népnevelők Lapján kívül évekig a Pesti Napló tanügyi rovatába írt; a Hon több cikket közölt tőle; a Nemzeti Nőnevelésnek is munkatársa volt.

## Munkái
- A népnevelésügy a bécsi nemzetközi kiállításban 1873-ban, tekintettel hazánk, különösen a főváros tanügyi viszonyaira. Bpest, 1873. (2. jutányos kiadás. Uo. 1876.).
- Abc és olvasókönyv. Uo. 1876. (Többekkel együtt. 2. kiadás. Uo. 1878.).
- Magyar olvasókönyv a budapesti elemi népiskolák II–IV. osztályai számára. Uo. 1880. Négy kötet. (Többekkel együtt. 10. kiadás. 1908. Uo.)
- Az életpálya választásáról. Szülők, tanítók és ügybarátok figyelmébe ajánlva. Uo. 1882. (Ism. Néptanítók Lapja).
- Magyar olvasókönyv az elemi népiskolák II–IV. oszt. számára. Uo. 1882. (Többekkel együtt. 2. kiadás 1883., 3. jav. k. 1884., 10. képes k. 1896. Uo.).
- A gyermekek megfigyelése az iskolában. Tekintettel a dr. Gerlóczy Gyula-féle indítványra. Uo. 1883.
- Magyar nemzeti olvasókönyv, írta és szerk. több tanférfiú. A népiskolák II–VI. oszt. számára. Uo. 1889-től több kiadást ért.
- Magyar nyelvkönyv, különös tekintettel a helyesírásra és fogalmazásra. Az elemi népiskola II–VI. oszt. számára Uo. 1894–95. és ujabb kiadás. 1906. Négy kötet. (Barna Jónással együtt. Ism. M. Nyelvőr 1894. és 1906.).
- Ezer esztendő. A millenniumi ünnepség anyaga a népiskolában. Uo. 1896.

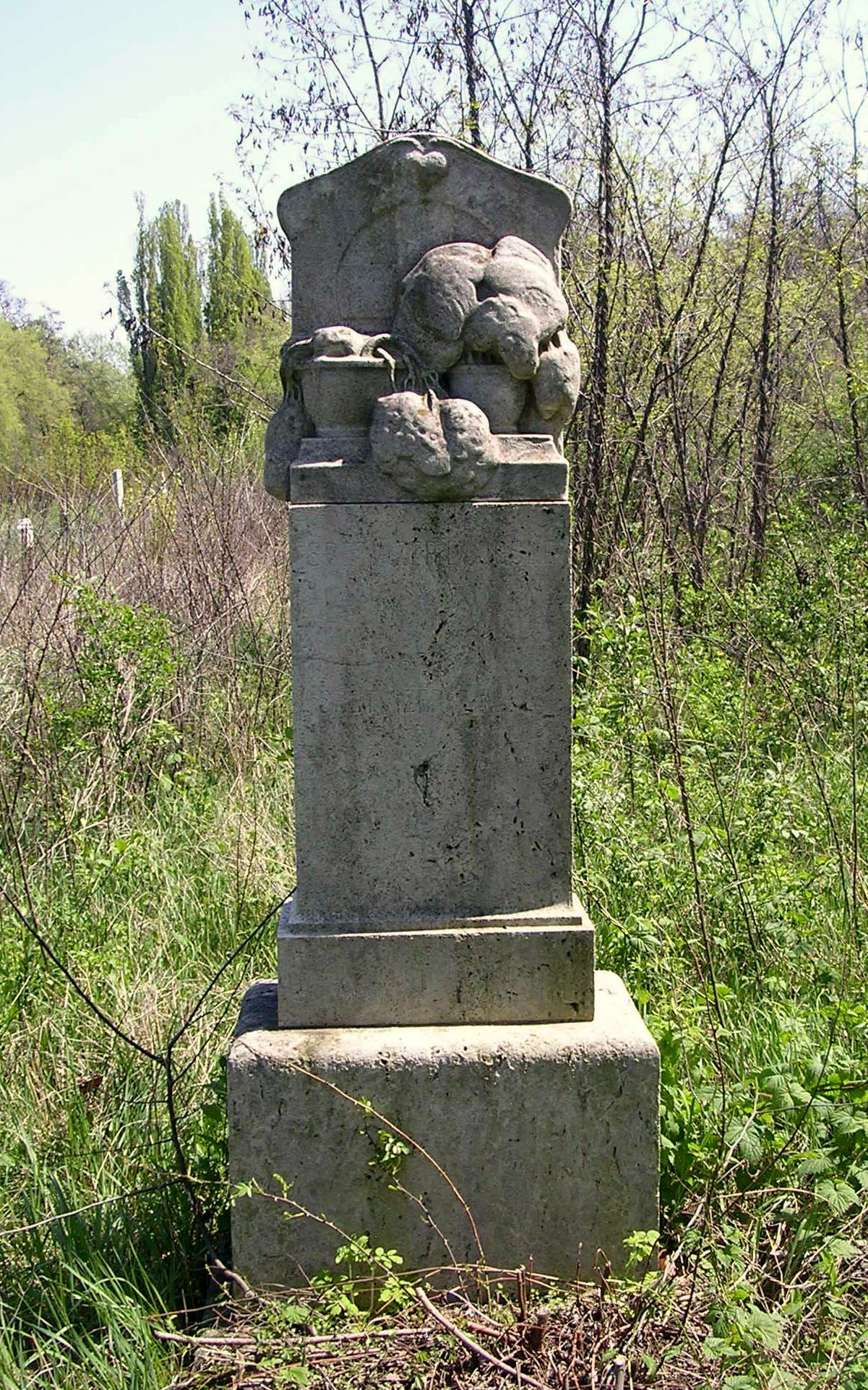
Sírja a Fiumei úti sírkertben (39-1-133)